# Ковалькі (Вармінсько-Мазурське воєводство)
Ковалькі (пол. Kowalki, нім. Beierswalde, until 1938 Kowalken) — село в Польщі, у гміні Ґолдап Ґолдапського повіту Вармінсько-Мазурського воєводства.
Населення — 113 осіб (2011).
У 1975-1998 роках село належало до Сувальського воєводства.

## Демографія
Демографічна структура станом на 31 березня 2011 року:
|          | Загалом | Допрацездатний вік | Працездатний вік | Постпрацездатний вік |
| -------- | ------- | ------------------ | ---------------- | -------------------- |
| Чоловіки | 61      | 17                 | 42               | 2                    |
| Жінки    | 52      | 15                 | 33               | 4                    |
| Разом    | 113     | 32                 | 75               | 6                    |